# Kovács Ferenc (labdarúgó, 1950)
Kovács Ferenc (1950. május 9. –) labdarúgó, csatár.

## Pályafutása
A Vasas csapatában kezdte a labdarúgást. Az élvonalban 1967. október 22-én mutatkozott be a Salgótarján ellen, ahol csapata 6–0-s győzelmet aratott. 1968 és 1972 között az Egri Dózsa játékosa volt. 1972 és 1975 között ismét a Vasas csapatában szerepelt. Tagja volt az 1972–73-as idényben bajnoki bronzérmes és magyar kupa-győztes csapatnak. 1975 és 1978 között a Kaposvári Rákóczi, 1978 és 1980 között a Salgótarján játékosa volt. Az élvonalban összesen 171 mérkőzésen szerepelt és 29 gólt szerzett. 1981-től az Ötvözetgyárban szerepelt.

## Sikerei, díjai
- Magyar bajnokság
  - 3.: 1972–73
- Magyar kupa (MNK)
  - győztes: 1973